# 聖城守衛

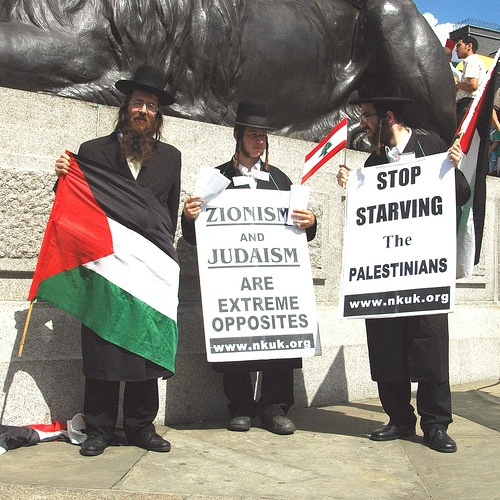
聖城守衛成員在英國特拉法加廣場示威

聖城守衛是一個哈雷迪猶太教中的一個邊緣少數團體，於1938年在耶路撒冷成立，總部位於以色列。
該團體反對在彌賽亞到來之前建立猶太國家，並認為以色列國的存在是「對上帝的反叛」，且只會引發戰爭傷亡及恐怖襲擊，因此反對以色列國及猶太復國事業。該團體在以色列境內的成員主要是立陶宛法利賽人，而以色列以外的成員則大多是哈西迪派。
該團體中的一些成員主張將以色列國「和平解體」，建立「從河到海」的阿拉伯巴勒斯坦國。由於他們會參與暴力活動，所以又被主流哈雷迪教派稱為「短劍黨」。

## 延伸閱讀
- Yakov M. Rabkin, A Threat from Within: A Century of Jewish Opposition to Zionism. (Zed Books/Palgrave Macmillan, 2006) ISBN 1-84277-699-1
- Menashe Darash, Neturei Karta Of Meah Shearim. Atnata 2010 ISBN 978-965-91505-0-2 (Hebrew language)

## 外部連結
- Neturei Karta International
- INDC Protests: ANSWER, MASSF and Jews United Against Zionism
- Neturei Karta vs the Zionists （页面存档备份，存于） 美国广播公司国家广播电台（英语：ABC Radio National）